# Oxyura
Oxyura es un género de aves anseriformes de la familia Anatidae conocidos vulgarmente como malvasías, patos zambullidores o patos rana. Todos tienen las plumas de la cola largas, que se yerguen cuando el ave está en reposo, y el pico relativamente grande. 
Son los patos buceadores de agua dulce. Sus patas los hacen torpes en la tierra, por ello raramente dejan el agua. 
Sus despliegues o cortejos involucran tamborilleo; los ruidos los producen hinchando las bolsas de las garganta, cabeza grande, yerguen sus cortas crestas. 
Las sucesiones del plumaje son complicadas, y envejeciendo es más complejo. 

## Especies
El género Oxyura incluye entre cinco a seis especies:
- Oxyura australis - malvasía australiana (Australia)
- Oxyura ferruginea - malvasía andina (América del Sur)
- Oxyura jamaicensis - malvasía canela, pato zambullidor grande o pato rufo (América)
- Oxyura leucocephala - malvasía cabeciblanca (Europa)
- Oxyura maccoa - malvasía maccoa (África)
- Oxyura vittata - malvasía argentina o pato zambullidor chico (América del Sur)

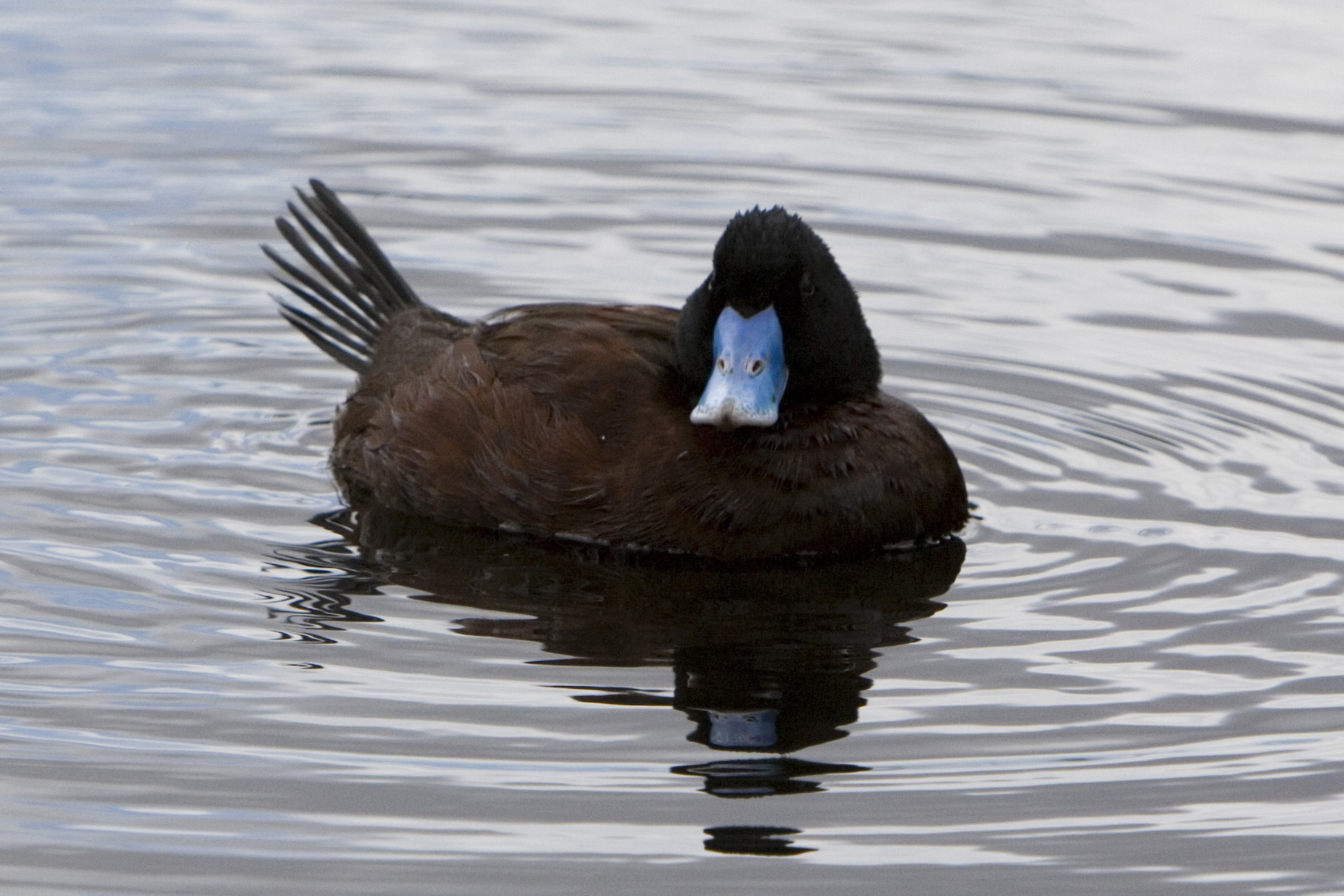
Oxyura australis
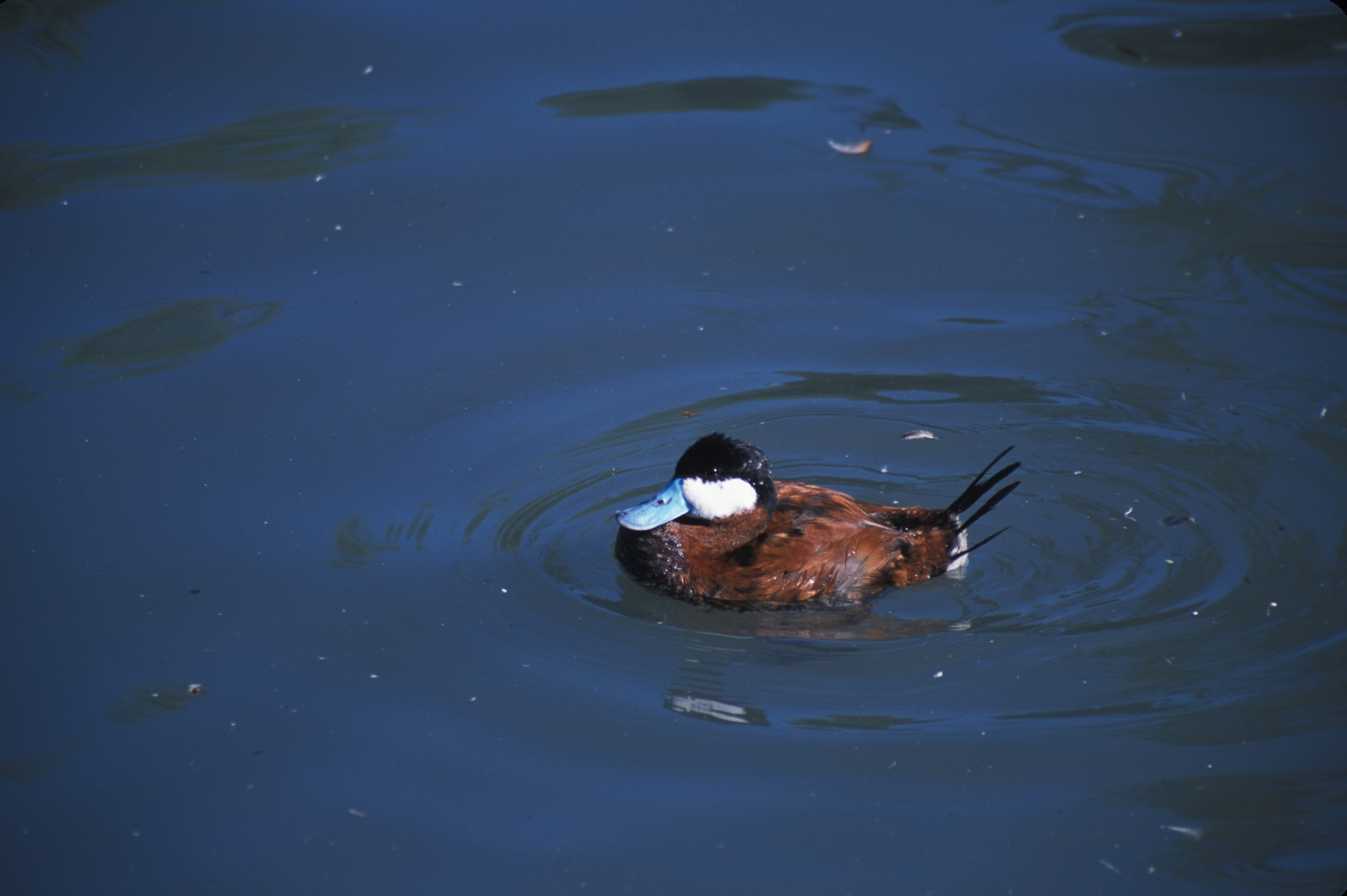
Oxyura jamaicensis
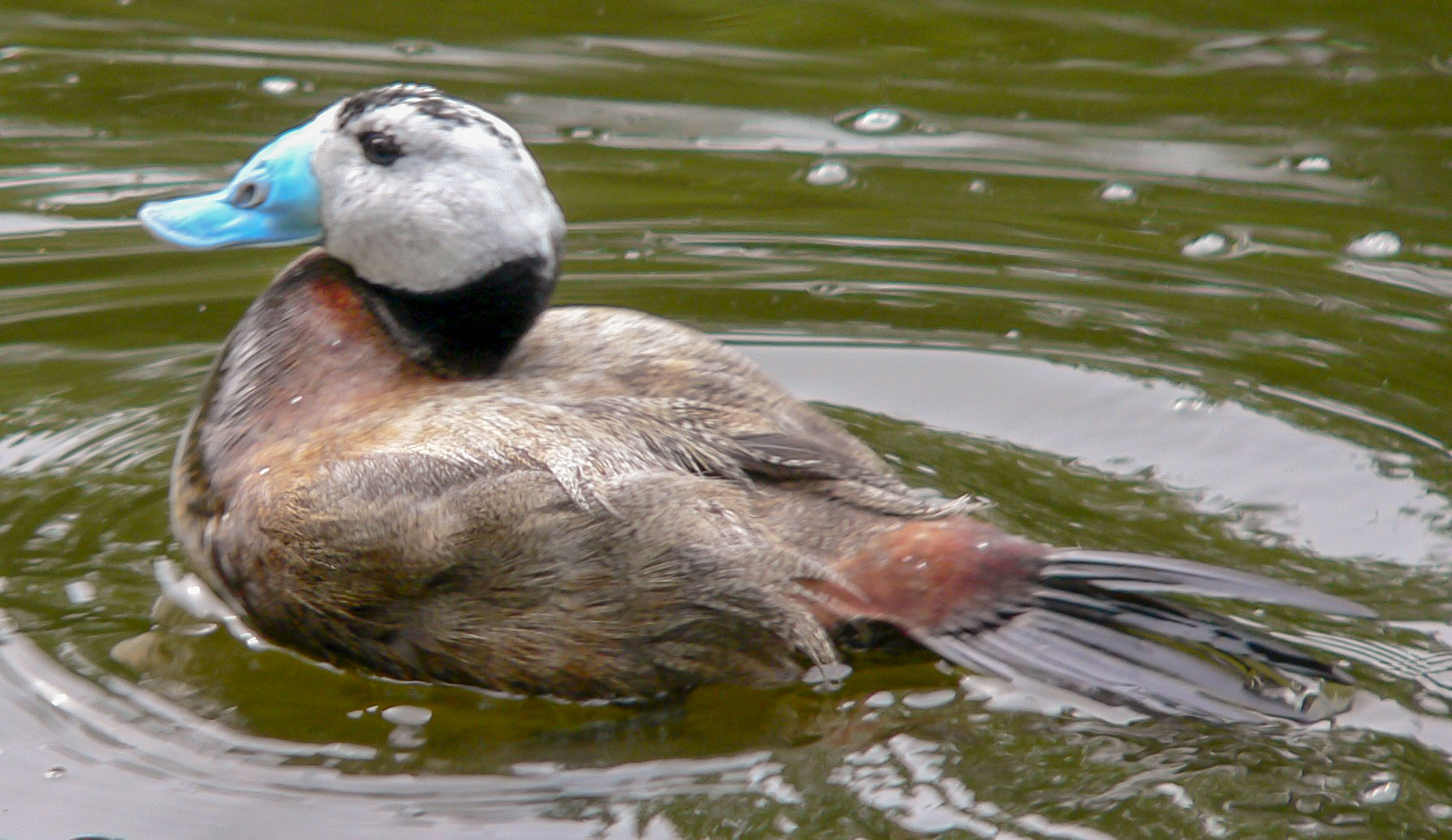
Oxyura leucocephala
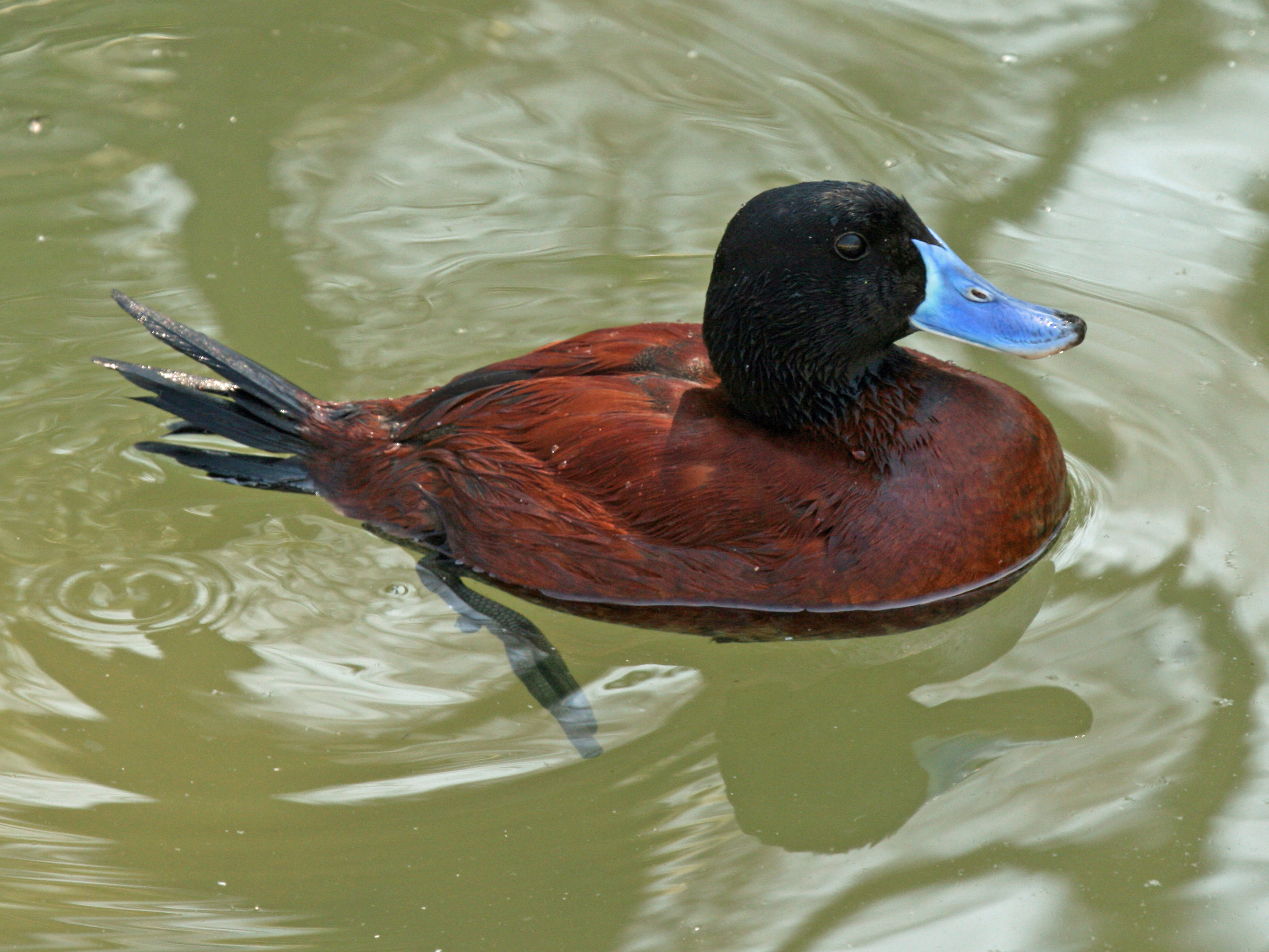
Oxyura vittata